# Dick Webb
Dick Webb, nascido em Londres, foi um ator de teatro e cinema britânico da era do cinema mudo.

## Filmografia selecionada
- Kent, the Fighting Man (1916)
- Angel Esquire (1919)
- The Channings (1920)
- Miss Charity (1921)
- The Croxley Master (1921)
- The Scarlet Letter (1922)
- Young Lochinvar (1924)